# Francesco Marchi
Francesco Marchi (Pescia, 24 de setembro de 1822 — , 30 de maio de 1871) foi um estudioso italiano da Contabilidade e escrituração com o sistema das partidas dobradas.